# 장무 (후한)
장무(張武, ? ~ ?)는 후한 초기의 인물로, 회계군 유권현(由拳縣) 사람이다.

## 사적
아버지 장업(張業)은 군의 문하연(門下掾)이었는데, 태수의 처자를 배웅하고 돌아오던 길에 하내정(河內亭)에서 도적의 습격을 받았다. 장업은 도적과 싸웠으나 죽었고, 그 시신조차 찾을 수 없게 되었다. 이때 장무는 나이가 어렸기 때문에 아버지를 기억하지 못했다.
장무는 훗날 태학(太學)에서 공부할 때 아버지를 기려 항상 유품인 칼을 지니고 다녔는데, 제사를 지낼 때 잃어버려 울면서 돌아왔다. 태수 제오륜이 장무의 행실을 높이 사 효렴에 천거하였다.
장무는 어머니가 죽자 상을 치렀는데 이때 몸을 크게 해쳤고, 또 아버지의 영혼이 돌아오지 않는다며 애통해하다가 죽었다.

## 출전
- 범엽, 《후한서》 권81 독행열전